# Сьвеце (Бродницький повіт)
Сьвеце (пол. Świecie, нім. Schwetz, Kreis Strasburg) — село в Польщі, у гміні Бжозе Бродницького повіту Куявсько-Поморського воєводства.
Населення — 240 осіб (2011).
У 1975-1998 роках село належало до Торунського воєводства.

## Демографія
Демографічна структура станом на 31 березня 2011 року:
|          | Загалом | Допрацездатний вік | Працездатний вік | Постпрацездатний вік |
| -------- | ------- | ------------------ | ---------------- | -------------------- |
| Чоловіки | 128     | 26                 | 95               | 7                    |
| Жінки    | 112     | 23                 | 70               | 19                   |
| Разом    | 240     | 49                 | 165              | 26                   |